# British Grove Studios
British Grove Studios är en inspelningsstudio beläget på 20 British Grove, Chiswick i västra London. Studion ägs av Mark Knopfler.
Studion beskrivs av Knopflers musikproducent Chuck Ainlay som  "a monument to past and future technology" (ett monument till förfluten och kommande teknologi). Den består av två studios, den senare är något större för exempelvis orkestrar. I studion finns det både toppmodern utrustning samt två sällsynta EMI tube desks från 60-talet vilka har använts av både George Martin och även The Beatles. Paul McCartneys album Band on the Run spelades in på den, och även det legendariska albumet Sgt. Pepper's Lonely Hearts Club Band.

## Inspelningar
Album som har spelats in i British Grove:
- Razorlight, Razorlight, (2006)
- Kill to Get Crimson, Mark Knopfler (2007)
- The Boy with No Name, Travis (2007)
- The Age of Understatement, The Last Shadow Puppets (2007)
- Footsteps by Chris de Burgh (2008)
- Beautiful You, Greg Pearle and John Illsley (2008)
- Inamorata, Guy Fletcher (2008)
- Songs For My Mother, Ronan Keating (2009)
- Get Lucky, Mark Knopfler (2009)
- Endlessly by Duffy (2010)
- Serotonin by Mystery Jets (2010)
- Privateering, Mark Knopfler (2012)